# Sint-Martinuskerk (Burcht)
De Sint-Martinuskerk is een kerkgebouw in het Belgische Burcht, deelgemeente van de gemeente Zwijndrecht. De kerk is toegewijd aan Martinus van Tours.

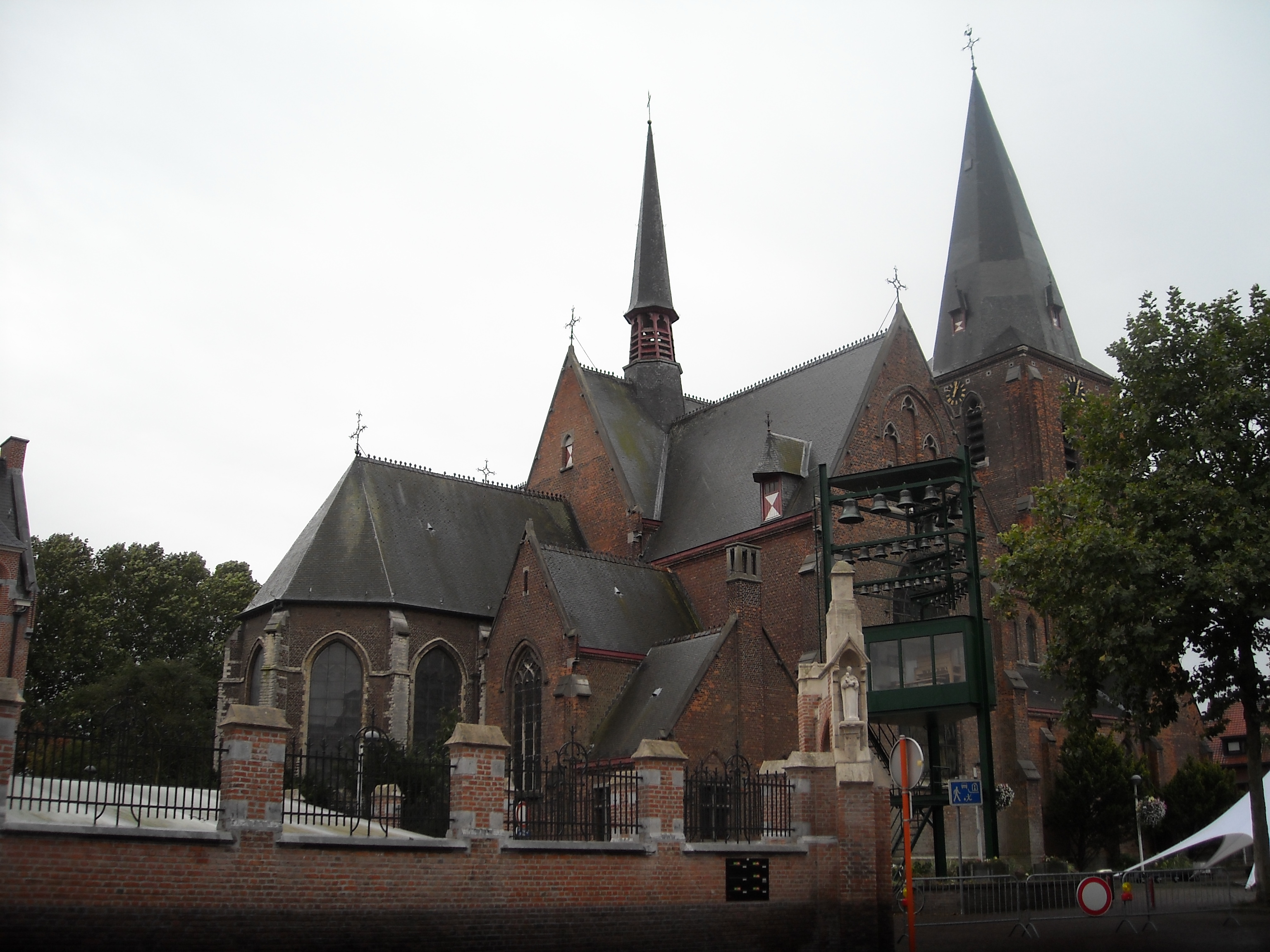
De Sint-Martinuskerk met openluchtbeiaard

## Geschiedenis

### Vroege geschiedenis
Deze kerk zou in 910 gesticht zijn en is gelegen aan de Schelde. Eerst had ze een gotisch koor uit de 15e eeuw; dit werd hersteld in de 16e eeuw. Ze had eveneens een schip met westtoren uit 1854. Deze kerk werd bijna volledig verbouwd tussen 1899 en 1904. De ontwerper-architect was Eugène Nève van 1886. En werd nogmaals hersteld in 1938, 1947-48 en in 1953 met als ontwerper-architect Cools. Tevens staat er op een pleintje aan de zuidzijde  een openluchtbeiaard. Het pleintje werd aangelegd nadat herberg "Den Engel" werd afgebroken in 1930.

### Tweede Wereldoorlog

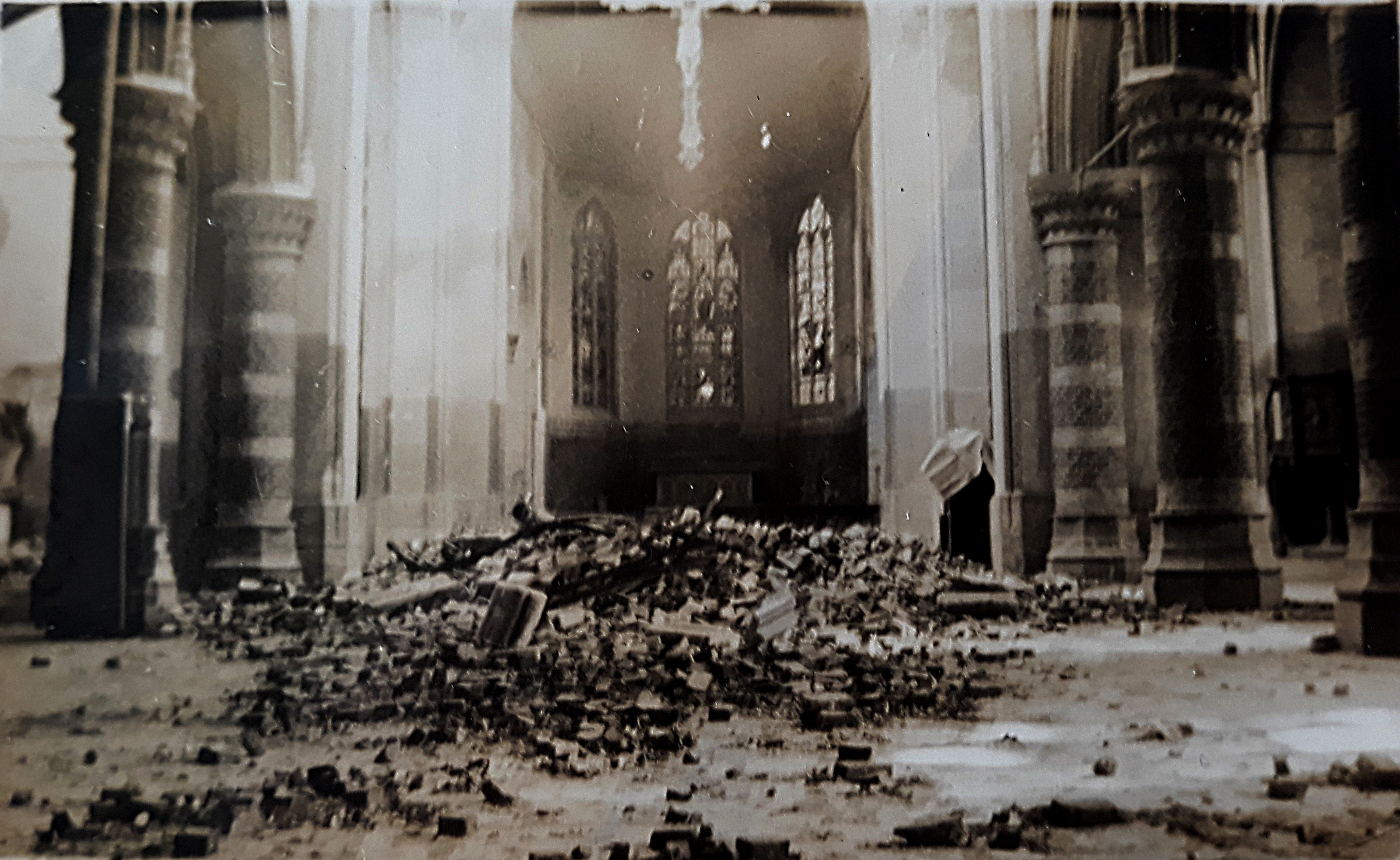
Binnenzicht van de Sint-Martinuskerk te Burcht na het bombardement met brandbommen van 17 september 1940

In de nacht van 17 september 1940 werd de kerk met brandbommen gebombardeerd; waarvan drie zich door het dak boorden. Eén kwam neer op de sacristiedeur van de misdienaars. Een andere in de omgeving van de biechtstoel nabij het Sint-Martinusaltaar. Een derde kwam aan de communiebank terecht. Doordat een vierde brandbom geblokkeerd zat in een balk van de puntgevel van de dwarsbeuk, had men deze niet opgemerkt. Pas rond 1 uur 's nachts zag men dat het kerkdak in brand stond. Door de lage waterstand van de Schelde konden de brandweer van Burcht, Zwijndrecht en Antwerpen geen water uit de Schelde oppompen. Dus werd  gebruik gemaakt van de waterput van de scheepswerf Gebroeders Maes die vlakbij lag. Toch kon men het dak niet redden. De kleine toren viel op de middenbeuk. Als klap op de vuurpijl blies op 14 november een hevige stormwind de overgebleven puntgevel van de kruisbeuk omver. De gevel viel naar binnen en berokkende in zijn val nog meer schade, onder andere aan de preekstoel. Wie de brandbommen gooide is niet duidelijk. Pastoor Baes wees de Duitsers aan als schuldigen. Die beweerden, op hun beurt, dat het Engelse piloten waren.
Rond Pasen 1941 bezochten enkele Duitse luchtmachtofficieren Pastoor Baes. Volgens hen was het bombardement van 17 september het werk van Engelse piloten en bleef de kerktoren een baken voor doelwitten die de Engelsen op de rechteroever (Antwerpen) viseerden. Om een herhaling te voorkomen stelden ze voor de torenspits af te breken en te vervangen door een kleiner dak. De Duitse overheid zou een financiële bijdrage leveren en beloofde na de oorlog een nieuwe en hogere toren te bouwen. De toren werd later op het jaar afgebroken. In 1953 werd gestart met de heropbouw. Eind juli 1954 was de herstelling klaar.

## Wivinaklok

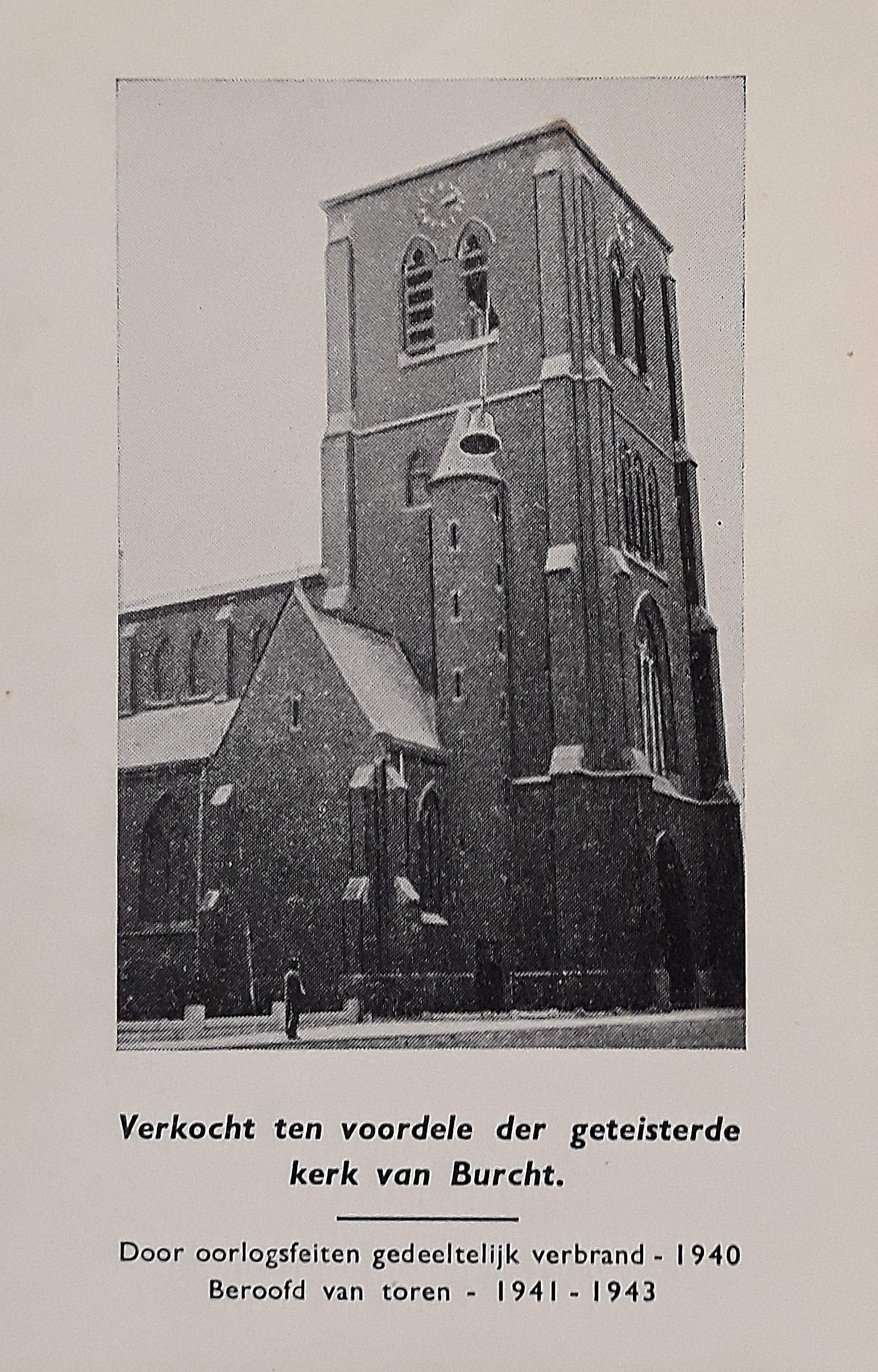
Steunkaart voor geteisterde kerk - recto

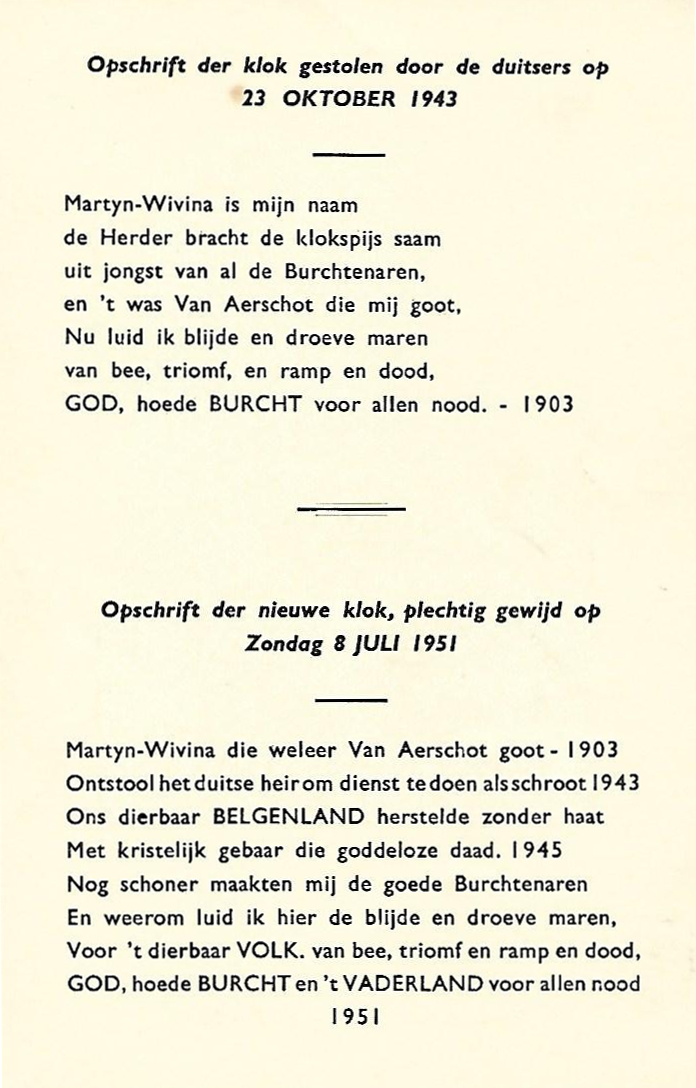
Steunkaart voor geteisterde kerk - verso

In 1904 vond de levering van deze 1360 kg wegende klok plaats, geschonken door Pastoor De Clerq. Ze werd gegoten door de Leuvense klokkengieter Felix Van Aerschodt. Door de Duitse overheid werden alle klokken in 1943 opgeëist. De grote klok werd uit de toren gehaald en op een vrachtwagen weggevoerd. Als teken van verzet had men deze getooid met de Belgische driekleur en een rouwband. "Wie met Gods klokken schiet, wint al vast den oorlog niet" stond er duidelijk leesbaar op geschreven. In 1950 werd klokkengieterij P. Bauwens-Goossens aangeduid als opdrachtgever voor een nieuwe klok. Deze werd op 8 juli 1951 ingewijd door deken Sturm.
Klokopschrift oude klok
Martyn-Wivina is mijn naam de Herder bracht de klokspijs saam uit jongst van al de Burchtenaren, en 't was van Aerschot die mij goot. Nu luid ik blijde en droeve maren van bee, triomf, en ramp en dood, GOD, hoede BURCHT voor allen nood. - 1903
Klokopschrift nieuwe klok
Martyn-Wivina die weleer Van Aerschot goot - 1903 Ontstool het duitse heir om dienst te doen als schroot 1943 Ons dierbaar BELGENLAND herstelde zonder haat Met Kristelijk gebaar die goddeloze daad. 1945 Nog schooner maakten mij de goede Burchtenaren En weerom luid ik hier de blijde en droeve maren, Voor 't dierbaar VOLK, van bee, triomf en ramp en dood, GOD hoede BURCHT en 't VADERLAND voor allen nood. 1951

## De kruisweg
In 1906 plaatste men in de kerk een kruisweg, bestaande uit veertien staties, van beeldhouwer Aloïs De Beule. Burchtse families financierden deze volledig met hun giften. Het gebruikte materiaal was carton-pierre, een mengsel van papierpap, klei en vulmiddel waarin de figuren met mallen werden gevormd en na droging gepolychromeerd. Als laatste metste men de reliëfkunstwerken in de kerkmuur. Omdat de kruisweg in de loop der jaren ernstige schade had opgelopen, door de brandbommen tijdens de Tweede Wereldoorlog, wierook, brandende kaarsen en opstijgend vocht, besloot men in 2014 deze te laten restaureren. Vier restaurateurs namen deze taak op zich; eind januari 2015 voltooiden zij dit werk.

## Heilige Wivina
De Heilige Wivina werd in Burcht vereerd. De vieringen startten de eerste zondag van mei en duurden tot en met de tweede zondag, het zogeheten octaaf van de Heilige Wivina. Gelovigen en bedevaarders werden na de hoogmis gezegend met het relikwie; waarop een korte processie rond de kerk volgde. In de daaropvolgende week werden verschillende erediensten gehouden. De acht dagen durende ceremonieën kregen ook de naam "Sint-Wivina-begankenis". Met de tijd verdween stilaan dit gebruik.

## De preekstoel
Tijdens het bombardement van september 1940 raakte de originele preekstoel vernield. Het Klein Seminarie van Mechelen, dat in geldnood zat om de inwonende leerlingen van voedsel te voorzien, verkocht zijn preekstoel voor 15.000 frank aan de Sint-Martinusparochie van Burcht. De kansel, uit 1862, is een ontwerp van het Turnhoutse atelier Peeters-Divoort (1815-1869). Na de ontwijding van de Sint-Martinuskerk, in januari 2023, schonk de kerkraad de preekstoel terug aan de middelbare school BimSem in Mechelen, die hem grondig liet restaureren.

## Herbestemming
In overleg met het bisdom en de kerkraad, kwam de gemeenteraad van Zwijndrecht in juni 2017 tot een besluit over de herbestemming van het kerkgebouw, waarvan de gemeente eigenaar is. In januari 2023 werd de kerk ontwijd en deze wordt omgebouwd tot een cultureel ontmoetingscentrum met onder andere: een bibliotheek, een stille ruimte en een onthaalruimte met allerlei informatie over de gemeentediensten. Het architectenbureau Korteknie-Stuhlmacher Architecten kreeg de opdracht voor de uitvoering van deze verbouwingswerken.
Tijdens de Open Monumentendag van 11 september 2022 stelde men de Sint-Martinuskerk, in zijn huidige vorm, voor de laatste maal open voor het publiek.

## Galerij

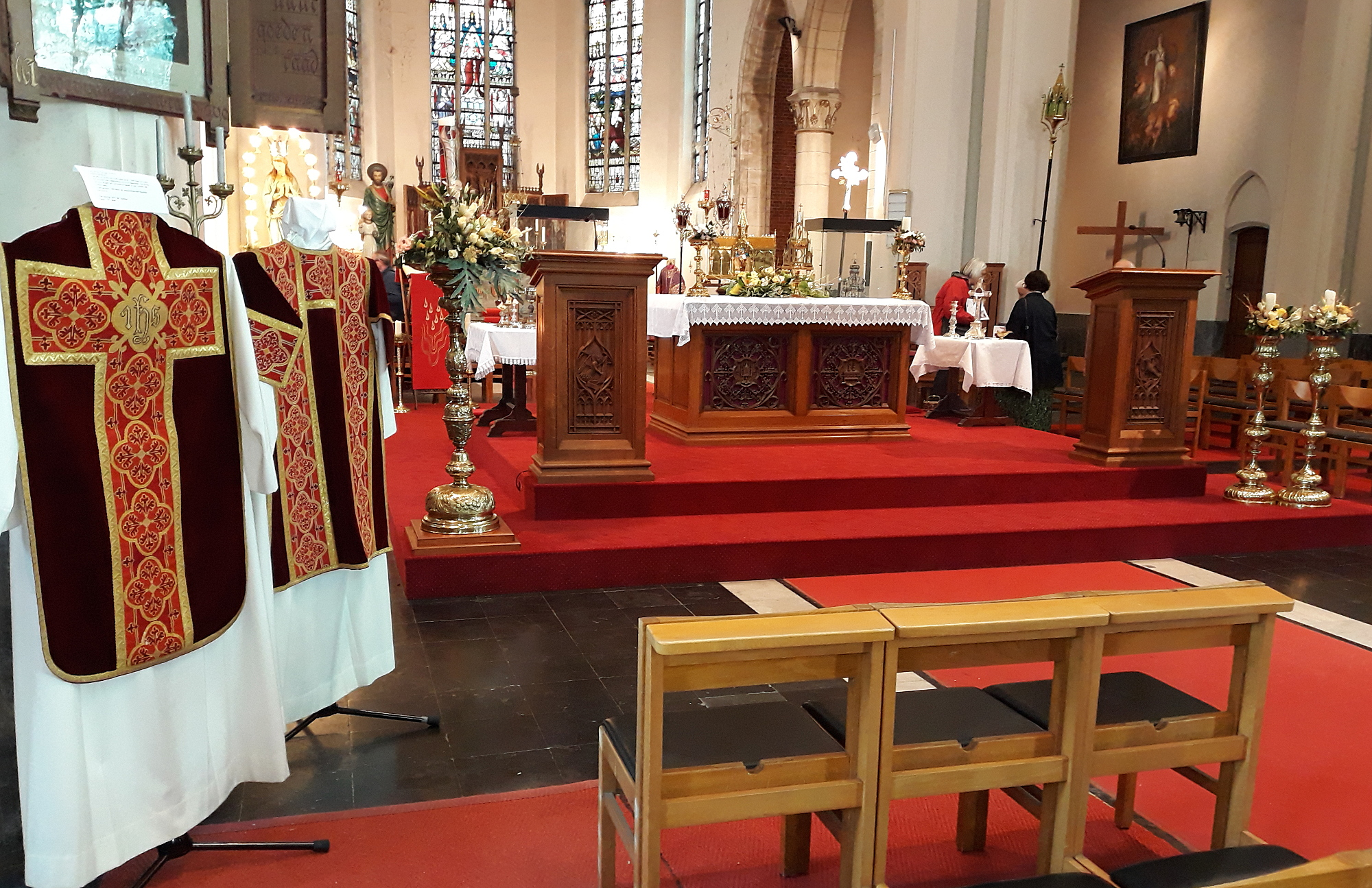
Gezicht op het altaar van de Sint-Martinuskerk te Burcht
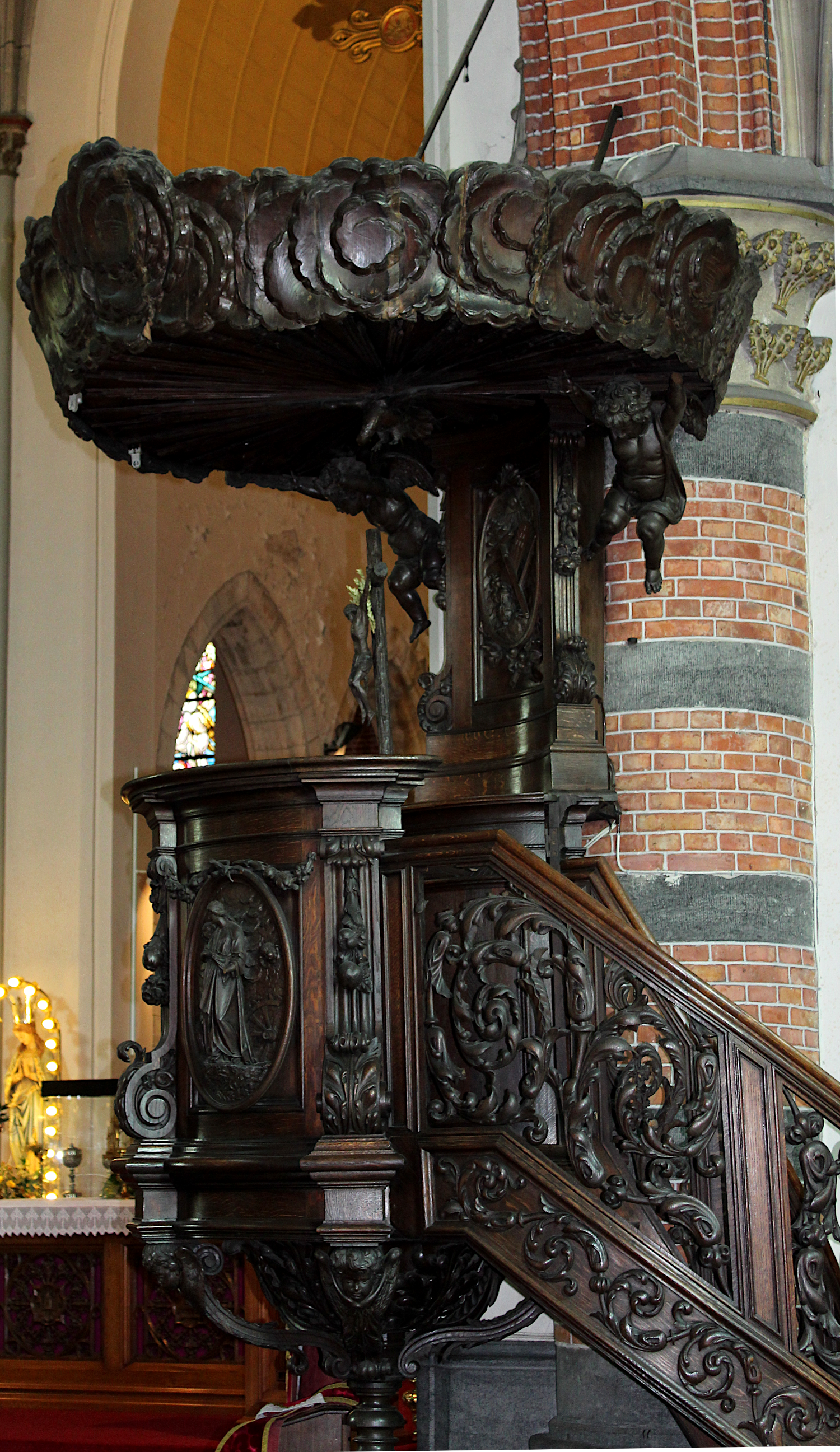
De preekstoel in de Sint-Martinuskerk te Burcht
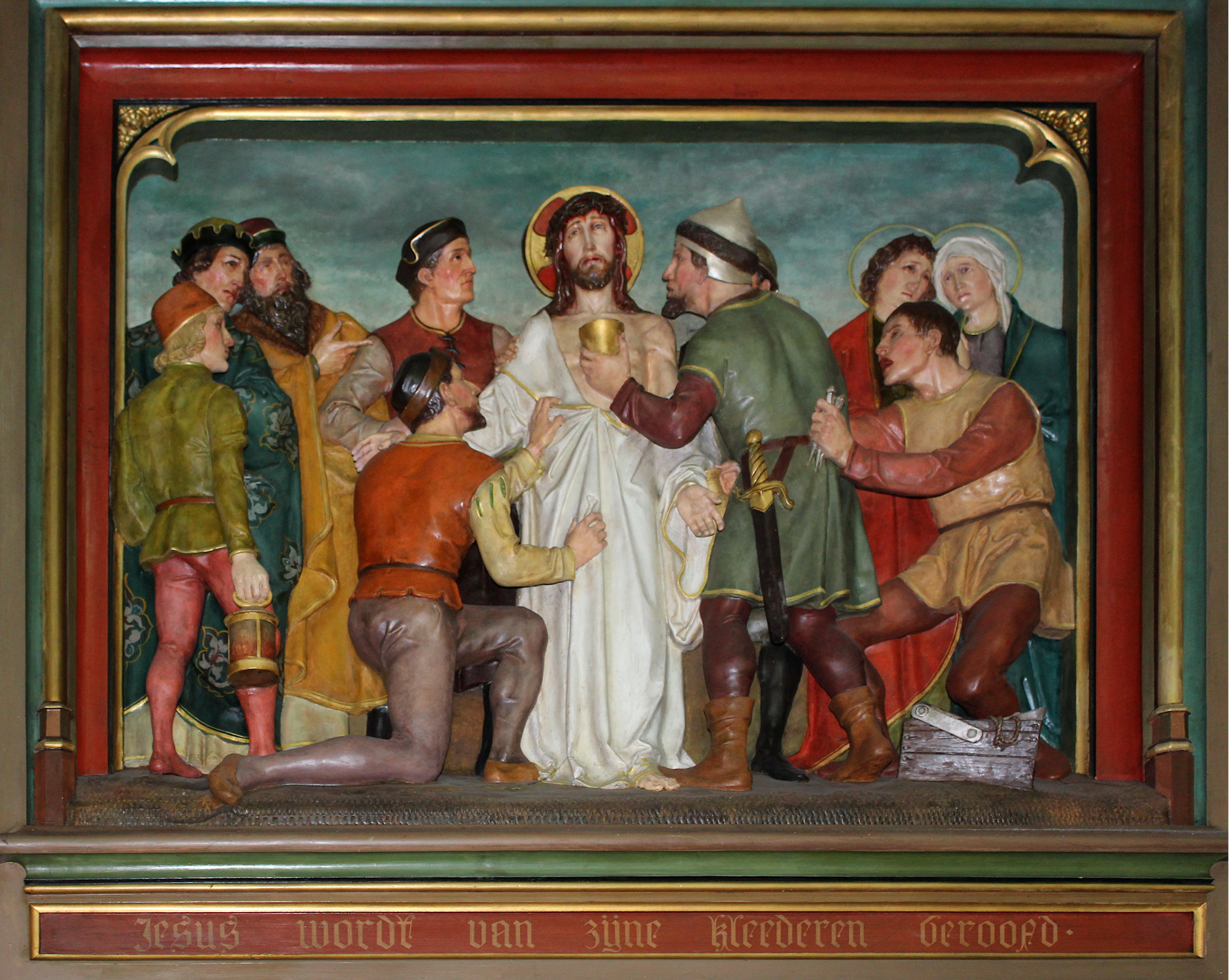
De tiende statie van de kruisweg in de Sint-Martinuskerk te Burcht
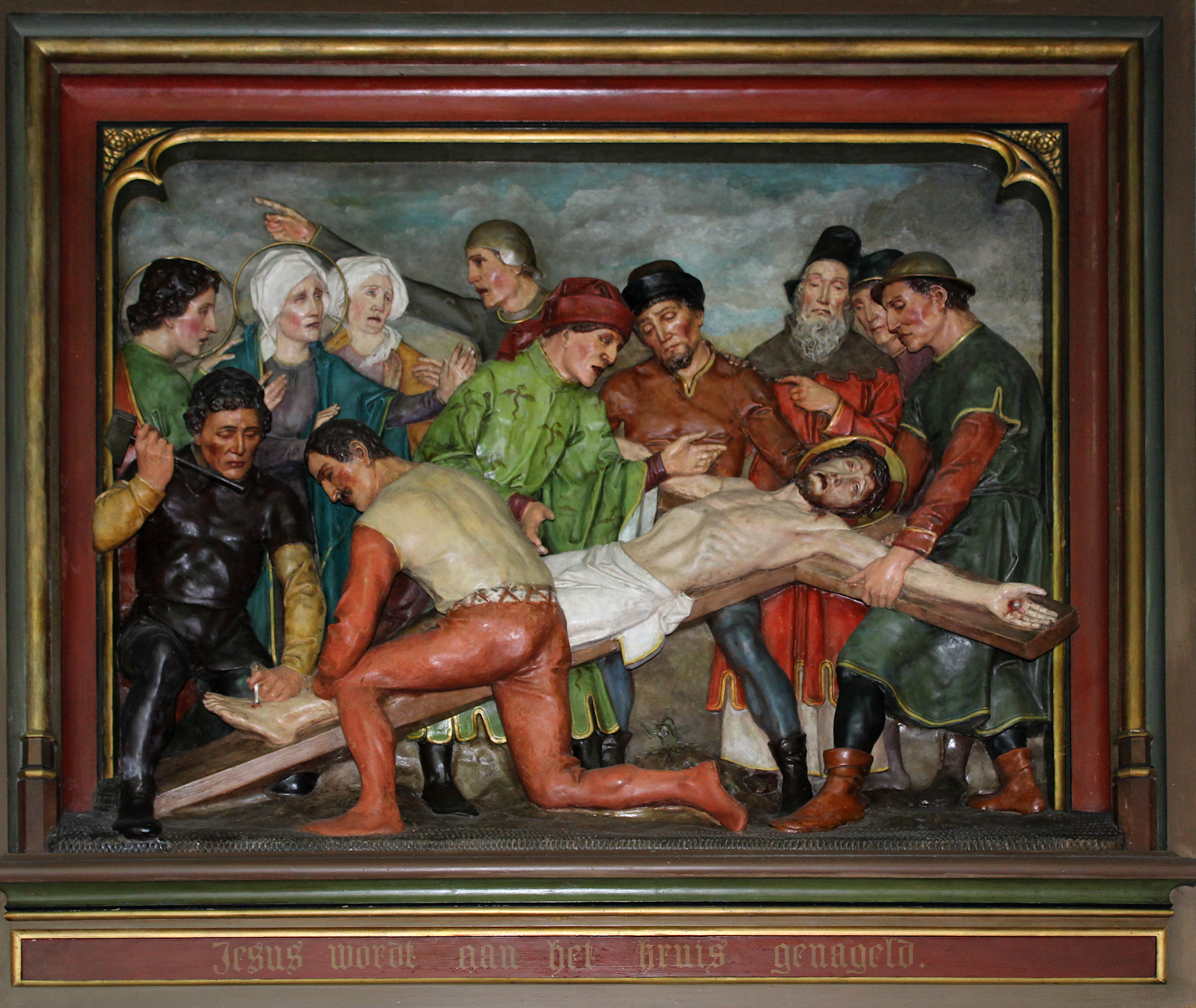
De elfde statie van de kruisweg in  de Sint-Martinuskerk te Burcht
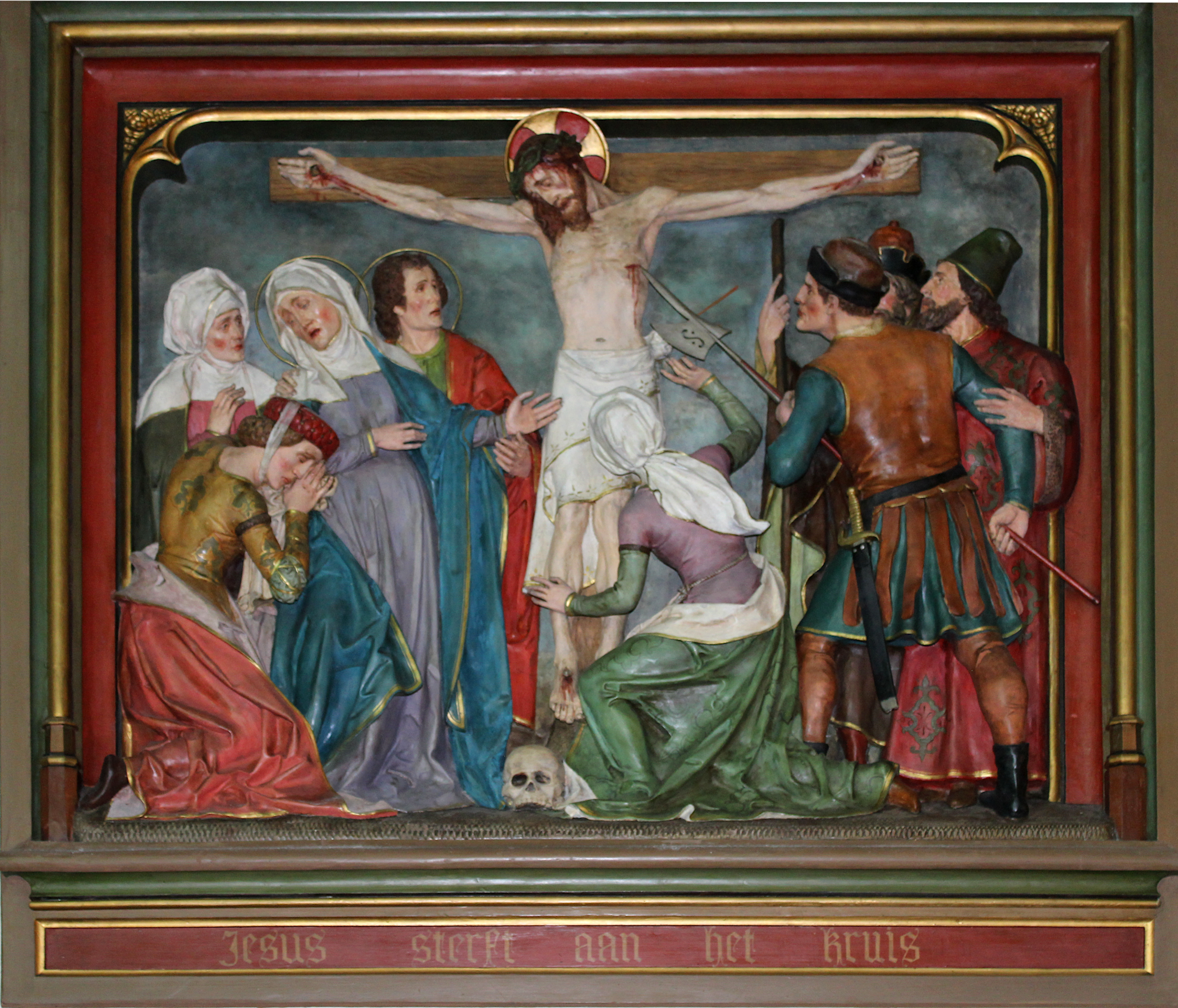
De twaalfde statie van de kruisweg in de Sint-Martinuskerk te Burcht
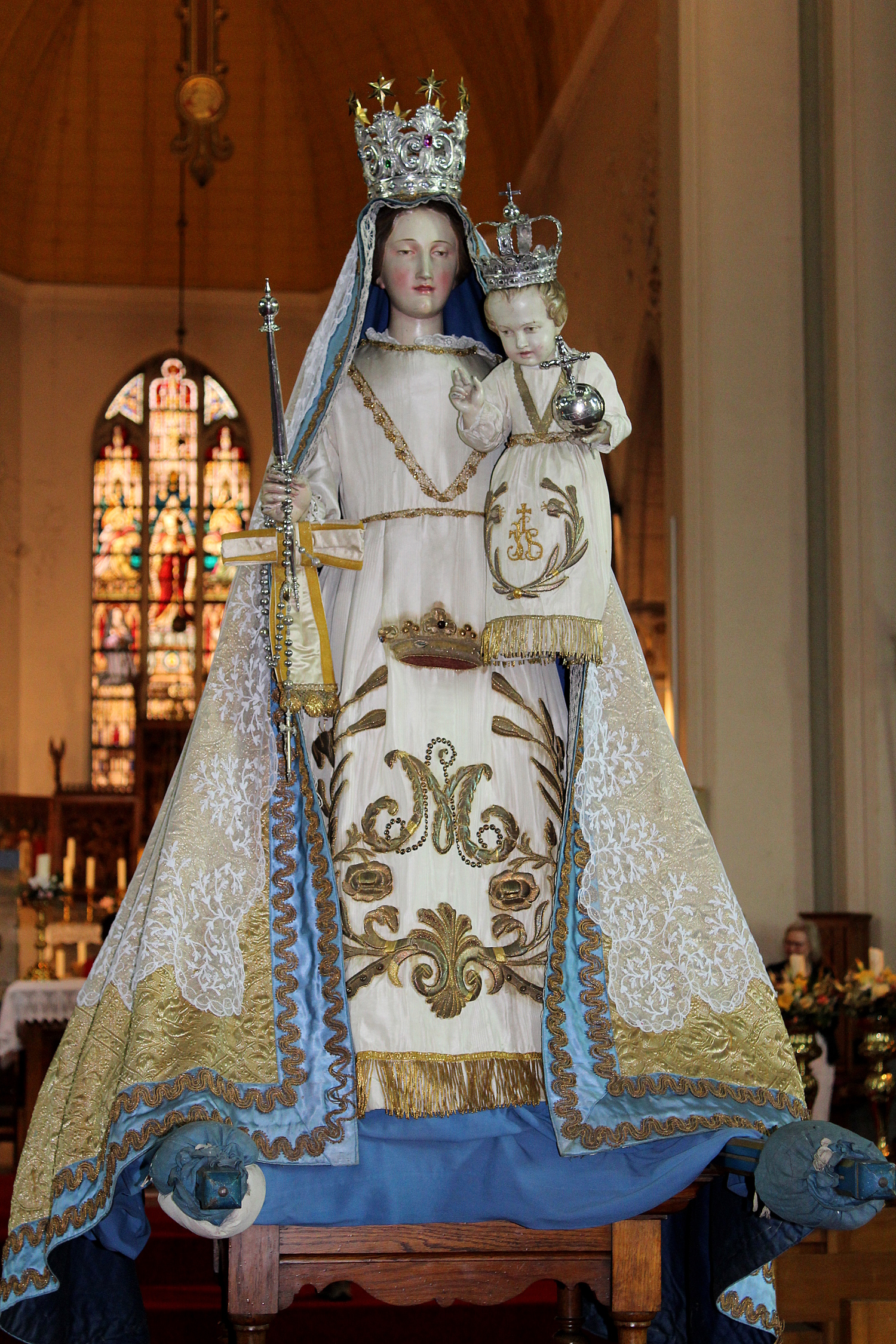
Het Mariabeeld dat in de processie werd meegedragen
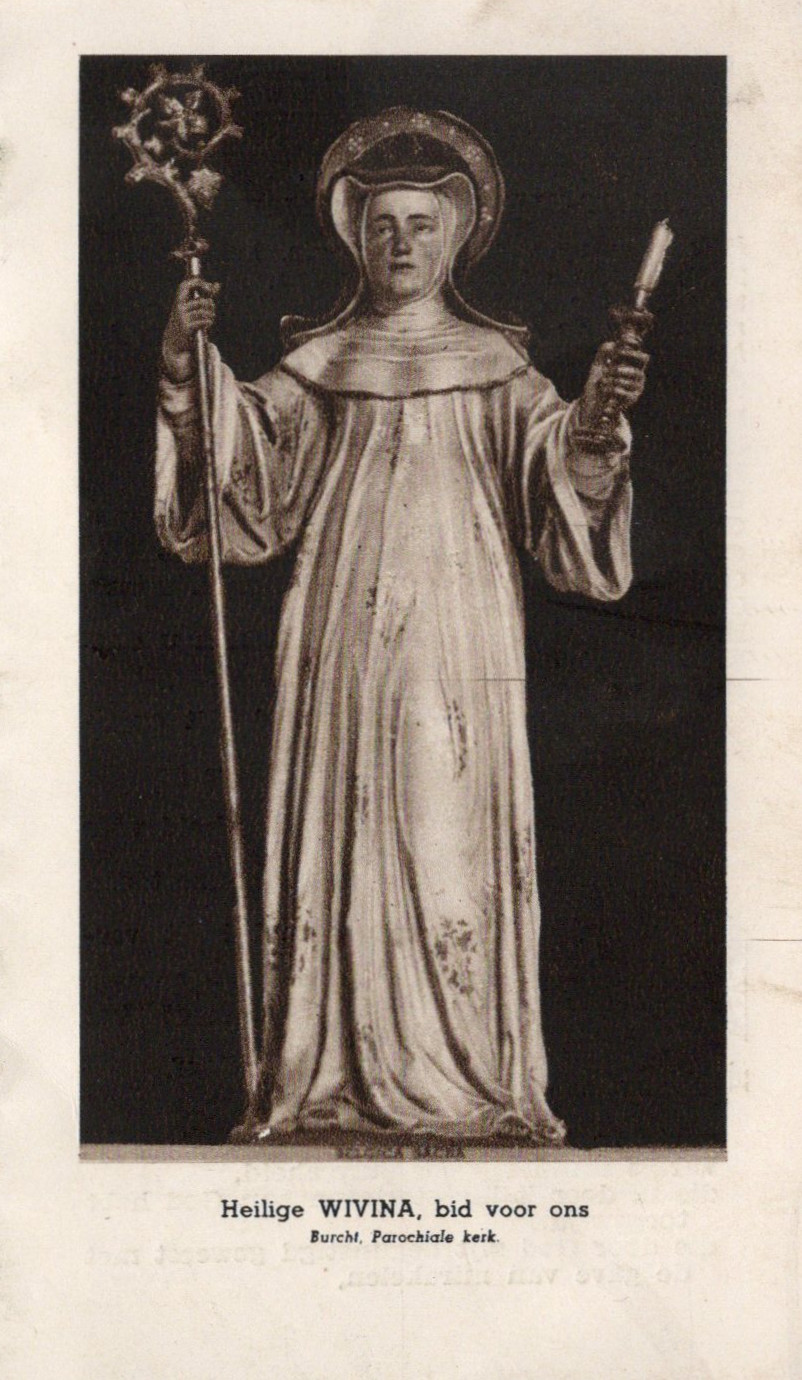
Heilige Wivina van Bijgaarden